# 1844
1844. је била проста година.

## Догађаји

### Фебруар
- 27. фебруар — Доминиканска Република постала независна од Хаитија.

### Март
- 2. март — Указом кнеза Александра Карађорђевића основана је Војномедицинска академија у Београду.

### Мај
- 24. мај — Проналазач телеграфа Семјуел Морзе послао прву телеграфску поруку на удаљеност од 65 km, из Вашингтона у Балтимор.

### Октобар
- 22. октобар — Велико разочарање у САД, где је више хиљада верника очекивало други долазак Исуса Христа.

## Рођења

### Јануар
- 7. јануар — Мари Бернар Субиру, Францускиња Света Бернадет из Лурда, која је објавила да јој се приказала Девица Марија.

### Фебруар
- 10. фебруар — Аврам Ђукић, српски историчар. (†1906)

### Март
- 18. март — Николај Римски-Корсаков, руски композитор
- 30. март — Пол Верлен, француски књижевник

### Јул
- 11. јул — Петар I Карађорђевић, српски и југословенски краљ

### Август
- 22. октобар — Сара Бернар, француска глумица

### Новембар
- 21. новембар — Владан Ђорђевић, српски лекар, књижевник и политичар (†31. август 1930).

### Децембар
- 19. децембар — Манојло Грбић, српски писац, историчар и свештеник (†16. април 1899).

## Смрти

### Март
- 8. март — Карл XIV Јуан Шведски, француски маршал и шведски краљ

### Јун
- 27. јун — Џозеф Смит, амерички верски вођа, оснивач мормонизма

### Јул
- 28. јул — Џон Далтон, енглески физичар и хемичар
- 28. јул — Жозеф Бонапарта, напуљски и шпански краљ

### Август
- 11. август — Јернеј Копитар, словеначки филолог и слависта

### Септембар
- 23. септембар — Александар Бенкендорф, руски генерал

### Децембар
- 27. децембар — Јован Мићић, српски хајдук и кнез.